# Ruehleia bedheimensis
Ruehleia bedheimensis (pojmenován podle Hugo Ruehleho von Liliensterna) byl druh býložravého sauropodomorfního dinosaura žijícího v období pozdního triasu (geologický stupeň nor, asi před 216 až 203 miliony let). Fosilie tohoto dinosaura byly objeveny v sedimentech souvrství Trossingen ve středním Německu (jižní Durynsko) a sestávají z téměř kompletní kostry (včetně obratlů, pletenců i částí kostry končetin).

## Objev a popis
Původně byl tento dinosaurus z lokality Grossen Gleichberg u města Römhild popsán jako Plateosaurus. Teprve v roce 2001 britský paleontolog Peter Galton stanovil pro exemplář s označením HMN MB RvL 1 nové rodové jméno, protože zjistil odlišnosti v anatomii různých částí kostry od rodu Plateosaurus. Pravděpodobně dorůstal délky kolem 8 metrů. Jeho hmotnost pak mohla činit zhruba 1300 kilogramů (pokud se jednalo o dospělou formu druhu Plateosaurus longiceps). Predátorem tohoto druhu mohl být teropod Liliensternus liliensterni.

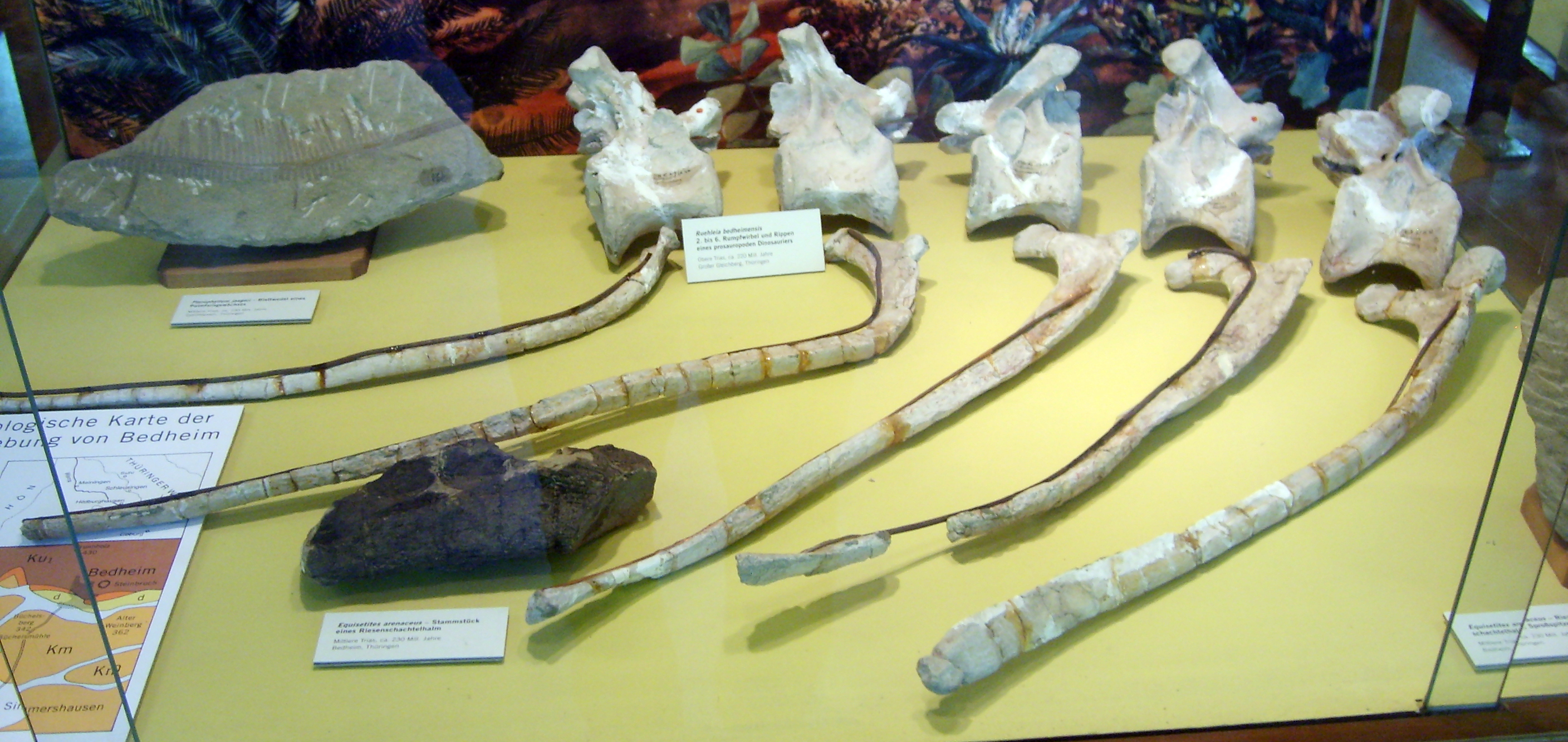
Ruehleia bedheimensis - fosilní obratle a žebra v expozici.